# Carl Ruggles
Charles "Carl" Sprague Ruggles (Marion (Massachusetts), 11 de marzo de 1876 - Bennington (Vermont), 24 de octubre de 1971) fue un compositor estadounidense. Formó parte del grupo modernista American Five. Es conocido por sus piezas con "contrapunto disonante," un término acuñado por Charles Seeger para describir la música de Ruggles.

## Biografía
Ruggles nació en Marion (Massachusetts) en 1876. Su madre murió cuando él todavía era un niño y tuvo que ser criado por su abuela. Su padre, Nathaniel, era adicto a las apuestas y perdió la mayor parte del dinero de la familia. Carl nunca tuvo una buena relación con su padre y no lo volvió a ver después que cumplió 29 años. Ruggles empezó a tomar lecciones de violín cuando tenía cuatro años con un profesor itinerante de música. En 1892, fue nombrado director de la orquesta de la YMCA.
En 1899, C.W. Thompson & Co. publicó las primeras composiciones de Ruggles: tres canciones tituladas "How Can I Be Blythe and Glad", "At Sea" y "Maiden with Thy Mouth of Roses". Ruggles tuvo que buscar trabajos no relacionados con la música cuando la situación económica de su familia empeoró. Entre sus trabajos fue profesor de violín y de teoría musical. Sin embargo, el salario era malo. En 1902, empezó a escribir críticas de música en el Belmont Tribune y en el Watertown Tribune. Ruggles conservó este trabajo hasta julio de 1903.
En 1906, conoció a su futura esposa, Charlotte Snell, una contralto. Ruggles empezó a buscar trabajo para que ambos pudieran casarse. Esto lo llevó a Winona (Minnesota), en donde obtuvo un puesto como profesor de violín en la Mar D'Mar School of Music. Asimismo, trabajó activamente como solista y llegó a dirigir la Winona Symphony Orchestra. Mientras tanto, Charlotte obtuvo un trabajo como profesora de voz en la misma escuela. Ruggles continuó dirigiendo la orquesta después de que la escuela cerrara. Posteriormente, fue contratado para dirigir la orquestra de la YMCA y Charlotte se convirtió en cantante de la Iglesia Baptista.
En 1912, se mudó a Nueva York y empezó a escribir una ópera basada en la obra alemana Die versunkene Glocke de Gerhart Hauptmann. Sin embargo, debido a la dificultad del proceso y al fuerte antigermanismo imperante (producto de la Primera Guerra Mundial) la ópera nunca fue completada. Ruggles continuó componiendo y dando lecciones de música para suplementar sus ingresos. En 1919, escribió Toys para soprano y piano, siendo esta su primera obra escrita en "contrapunto disonante". Continuó viviendo y componiendo en Nueva York hasta 1938, cuando empezó a enseñar en la Universidad de Miami, en donde permaneció hasta 1943. En ese año, se mudó a Vermont, en donde se dedicó a revisar sus composiciones y pinturas. 
Ruggles murió en Bennington (Vermont) el 24 de octubre de 1971 debido a complicaciones producto de una neumonía.

## Lista de composiciones completas
- Exaltation (1958)
- Organum (1947)
- Evocations (1943)
- Sun-Treader (1931)
- Portals (1925)
- Men and Mountains (1924)
- Vox Clamans in Deserto (1923)
- Men (1921)
- Angels (1921)
- Toys (1919)